# Caroline-Louise de Saxe-Weimar-Eisenach
La princesse Caroline-Louise de Saxe-Weimar-Eisenach (Karoline Luise; 18 juillet 1786 – 20 janvier 1816) est princesse de Mecklembourg-Schwerin par son mariage. Elle est la fille de Charles-Auguste de Saxe-Weimar-Eisenach et de sa femme Louise de Hesse-Darmstadt.

## Famille
Caroline est née à la Fuldaer de Weimar. Elle est une princesse de Saxe-Weimar-Eisenach de naissance. Son frère aîné, Charles-Frédéric de Saxe-Weimar-Eisenach a succédé à son père comme grand-duc en 1828. Caroline-Louise mourut trop tôt pour voir l'une des nièces, Augusta de Saxe-Weimar-Eisenach, devenir l'épouse de Guillaume Ier, empereur d'Allemagne.

## Mariage
Le 1er juillet 1810, elle épouse de Frédéric-Louis de Mecklembourg-Schwerin, veuf de la grande-duchesse Hélène Pavlovna de Russie prématurément décédée de la grippe en septembre 1804 et déjà père d'un fils qui lui succédera et d'une fille. Le couple a trois enfants. 
Après la naissance de son plus jeune enfant, le prince Magnus, elle n'a jamais récupéré et elle est morte à l'âge de 29 ans au château de Ludwigslust. Sur son lit de mort, elle a proposé à son mari de se remarier avec sa cousine Augusta, fille de Frédéric V de Hesse-Hombourg ; ils se sont mariés en avril 1818. 

## Descendance
1. Albert de Mecklembourg-Schwerin (1812-1834), meurt célibataire.
2. Hélène de Mecklembourg-Schwerin (1814-1858) épouse Ferdinand-Philippe d'Orléans.
3. Magnus de Mecklembourg-Schwerin (1815-1816) meurt en bas âge.